# Zest Airways
Zest Airways – filipińska linia lotnicza z siedzibą w Pasay. Głównym węzłem jest port lotniczy Manila.